# Єдиний зовнішній тариф
Єди́ний зо́внішній тари́ф (англ. Common External Tariff) — однаковий митний тариф, що застосовується до імпортних товарів, незалежно від того, де саме вони перетинають кордон Європейського Союзу. Як митний союз, ЄС не стягує митних зборів при перетині внутрішніх кордонів Союзу, натомість єдиний зовнішній тариф слугує одним з джерел прибутків у бюджет Європейського Союзу. Внаслідок Уруґвайського раунду переговорів у ҐАТТ, середньозважений зовнішній тариф Спільноти знизився до приблизно 3 % і очікується його подальше зниження паралельно з лібералізацією світової торгівлі.